# Белькер (кантон)
Бельке́р (фр. Belcaire) — кантон во Франции, находится в регионе Лангедок — Руссильон, департамент Од. Входит в состав округа Лиму.
Код INSEE кантона — 1104. Всего в кантон Белькер входят 17 коммун, из них главной коммуной является Белькер.

## Коммуны кантона
| Коммуна             | Население, чел. (1999) | Почтовый индекс | Код INSEE |
| ------------------- | ---------------------- | --------------- | --------- |
| Бельви              | 169                    | 11340           | 11036     |
| Белькер             | 392                    | 11340           | 11028     |
| Бельфор-сюр-Ребанти | 37                     | 11140           | 11031     |
| Галинаг             | 41                     | 11140           | 11160     |
| Жуку                | 27                     | 11140           | 11177     |
| Кампанья-де-Со      | 15                     | 11140           | 11062     |
| Камюрак             | 132                    | 11340           | 11066     |
| Комю                | 39                     | 11340           | 11096     |
| Ла-Фажоль           | 10                     | 11140           | 11135     |
| Мазюби              | 25                     | 11140           | 11229     |
| Мерьяль             | 21                     | 11140           | 11230     |
| Ньор-де-Со          | 35                     | 11140           | 11265     |
| Она                 | 52                     | 11140           | 11019     |
| Родом               | 95                     | 11140           | 11317     |
| Рокфёй              | 277                    | 11340           | 11320     |
| Фонтане-де-Со       | 4                      | 11140           | 11147     |
| Эспезель            | 208                    | 11340           | 11130     |

## Население
Население кантона на 1999 год составляло 1 579 человек.
| 1962  | 1968  | 1975  | 1982  | 1990  | 1999  | 2006 | 2007 |
| ----- | ----- | ----- | ----- | ----- | ----- | ---- | ---- |
| 2 026 | 2 466 | 2 069 | 1 799 | 1 587 | 1 579 | -    | -    |